# تام روسکوئی
تام روسکوئی (ایتالیایی: Tom Rosqui؛ ‏ ۱۲ ژوئن ۱۹۲۸ – ۱۲ آوریل ۱۹۹۱) یک هنرپیشه ایتالیایی‌تبار اهل ایالات متحده آمریکا بود.
وی از مادری پرتغالی و پدری ایتالیایی در شهر اوکلند، کالیفرنیا زاده شد و کارش را در تئاتر برادوی شروع کرد. پس از آن در نقش‌های گوناگونی در تئاتر و سینما ظاهر شد که مهترین آنها، ایفای نقش «روکو لامپونه»، محافظ شخصی خانوادهٔ کورلئونه در دو فیلم پدرخوانده و پدرخوانده: قسمت دوم بود.

## گزیدهٔ فیلم‌شناسی
- ۱۹۹۱ - در مظان جرم (آخرین نقش سینمایی)
- ۱۹۷۷ - قهرمانان
- ۱۹۷۷ - مک‌آرتور
- ۱۹۷۷ - فرودگاه ۷۷
- ۱۹۷۴ - پدرخوانده: قسمت دوم
- ۱۹۷۲ - پدرخوانده (نامش در عنوان‌بندی نیامده)
- ۱۹۶۸ - حادثه توماس کراون
- ۱۹۶۲ - روزگار شراب و گل‌های سرخ (نامش در عنوان‌بندی نیامده)